# Фројдентал
Фројдентал (њем. Freudental) општина је у њемачкој савезној држави Баден-Виртемберг. Једно је од 39 општинских средишта округа Лудвигсбург. Према процјени из 2010. у општини је живјело 2.491 становника. Посједује регионалну шифру (AGS) 8118016.

## Географски и демографски подаци
Фројдентал се налази у савезној држави Баден-Виртемберг у округу Лудвигсбург. Општина се налази на надморској висини од 284 метра. Површина општине износи 3,1 km². У самом мјесту је, према процјени из 2010. године, живјело 2.491 становника. Просјечна густина становништва износи 811 становника/km².